# Sajków
Sajków (ukr. Сайків) – wieś na Ukrainie w rejonie stryjskim (do 2020 roku w rejonie mikołajowskim) obwodu lwowskiego.

## Historia
Dawniej grupa domów i gajówka wsi Werbiż w powiecie mościskim.